# Microlentille gravitationnelle
Ne doit pas être confondu avec Microlentille.

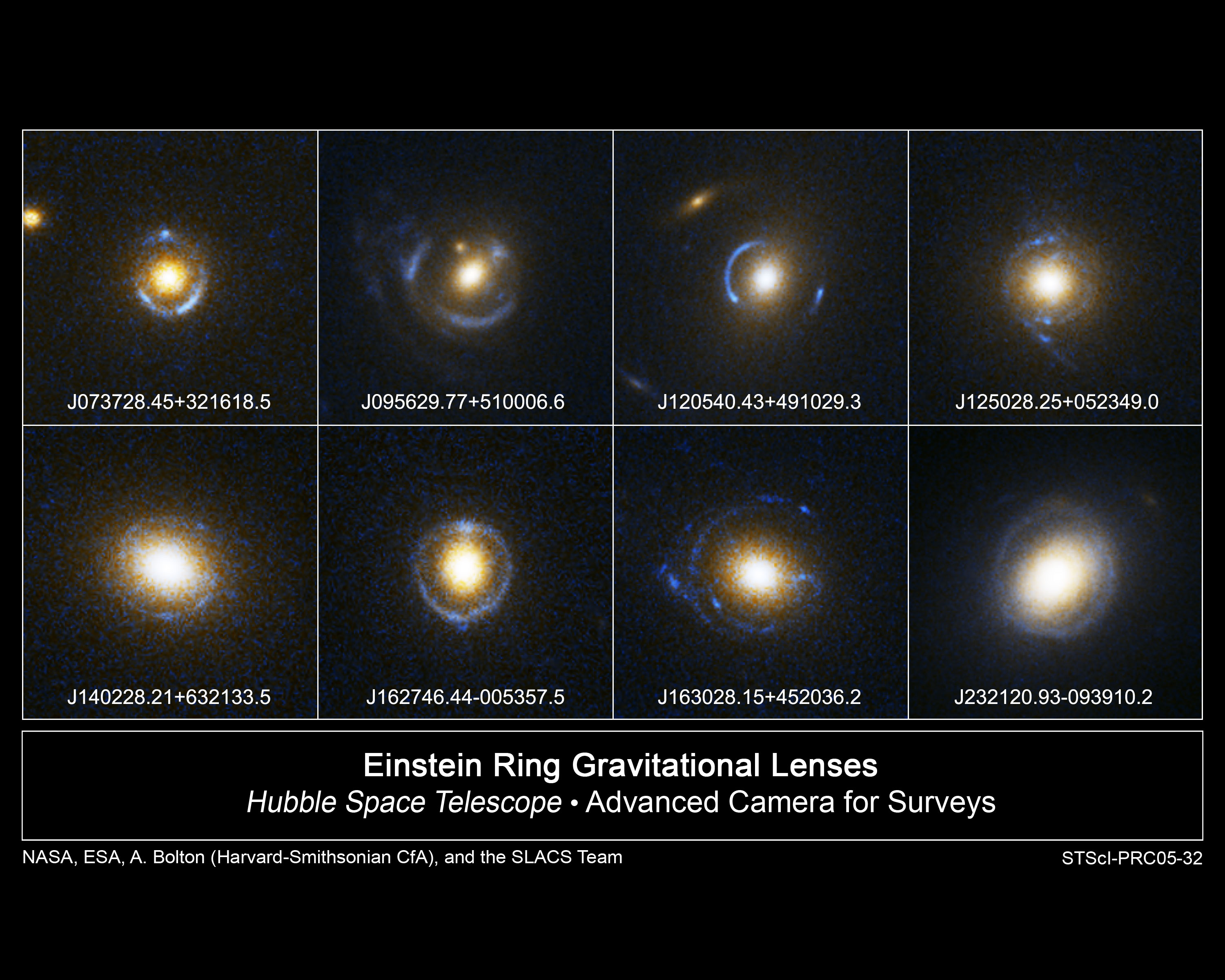
Différents Anneaux d'Einstein partiels pris par le télescope spatial Hubble.

La microlentille gravitationnelle est un phénomène astronomique causé par l'effet de lentille gravitationnelle. Il permet de détecter des objets dont la masse varie de celle d'une planète à celle d'une étoile, indépendamment de la lumière qu'ils émettent. 
En général, les astronomes ne peuvent détecter que des objets lumineux qui émettent beaucoup de lumière (comme les étoiles) ou de grands objets qui bloquent la lumière en arrière-plan (comme les nuages de gaz et de poussière). Or, ces objets ne représentent qu'une petite partie de la masse d'une galaxie. La microlentille gravitationnelle permet d'étudier des objets qui émettent peu ou pas de lumière.
La probabilité d'un alignement pouvant donner un effet de microlentille gravitationnelle est évaluée à une étoile sur un million. La période de luminosité éphémère dépend de la masse de l'objet de premier plan ainsi que du mouvement propre relatif entre la 'source' d'arrière plan et l'objet 'lentille' de premier plan.
L'observation par microlentilles a permis de détecter pour la première fois un objet isolé[Lequel ?] en 1993. Depuis, la microlentille gravitationnelle est utilisée pour déterminer la nature de la matière noire, détecter des exoplanètes, voire des exolunes, étudier l'assombrissement centre-bord dans des étoiles distantes, déterminer la population d'étoiles binaires et déterminer la structure du disque de la Voie lactée. La microlentille a aussi été proposée comme moyen de trouver des trous noirs et des naines brunes, d'étudier les taches stellaires, de mesurer la rotation stellaire, d'étudier les amas globulaires et de sonder les quasars.

## Fonctionnement
La microlentille est basée sur l'effet de lentille gravitationnelle. Un objet massif (la lentille) courbe la course de la lumière émise par un objet en arrière de lui (la source). Ceci peut générer de multiples images tordues, agrandies ou plus brillantes de la source.
La microlentille est causée par le même phénomène physique que la lentille gravitationnelle forte et la lentille gravitationnelle faible, mais l'observation d'une microlentille se fait grâce à des techniques différentes. Dans la lentille forte ou faible, la masse de la lentille est assez élevée (masse d'une galaxie ou d'un amas de galaxies) pour être visible par un télescope performant tel que le télescope spatial Hubble. Avec une microlentille, la masse de la lentille est trop faible (masse d'une planète ou une étoile) pour que le changement de direction de la lumière soit visible. 
Cependant, l'augmentation de la brillance peut toujours être détectée. Dans une telle situation, la lentille passe devant la source dans un délai allant de quelques secondes à plusieurs années. Lors du changement d'alignement, le changement de la brillance de la source survient et peut être enregistré et étudié. Ainsi, une microlentille gravitationnelle est un phénomène transitoire se passant, contrairement à une lentille gravitationnelle faible ou forte, sur une échelle de temps beaucoup plus courte.

Contrairement aux lentilles gravitationnelles forte ou faible, les effets d'une microlentille gravitationnelle se détectent à l'aide de plusieurs observations photométriques échelonnées dans le temps afin d'en tirer une courbe de lumière. Le graphique suivant donne un exemple typique de courbe de lumière : 

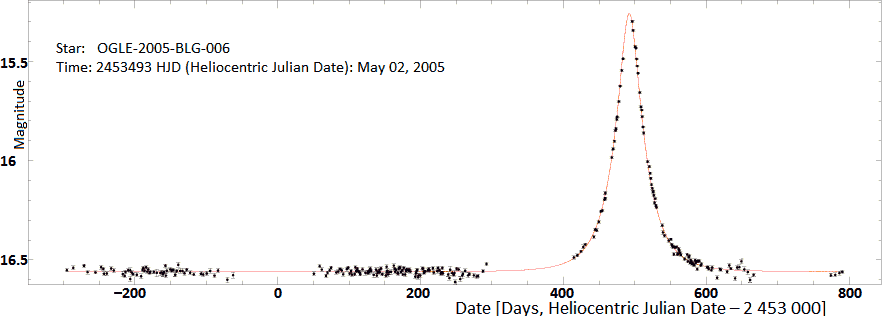
Exemple de courbe de lumière lors d'un événement de microlentille gravitationnelle (OGLE-2005-BLG-006) avec son modèle (en rouge).

Plusieurs facteurs peuvent cependant donner des formes atypiques à la courbe de lumière engendrée par l'effet de microlentille gravitationnelle :
- La distribution de la masse de la lentille
Si la masse de la lentille n'est pas concentrée en un seul point, la courbure de la lumière peut être très différente de la normale, particulièrement avec l'effet caustique, lequel peut donner des pics très forts dans la courbure de la lumière. Ceci peut être vu dans le cas où la lentille est une étoile binaire ou une exoplanète.
- Une source de faible taille
Dans le cas de microlentilles qui sont très brillantes ou qui changent très rapidement, comme l'effet caustique, l'étoile source ne peut être traitée comme un point infinitésimal de lumière : la taille du disque stellaire et même l'assombrissement centre-bord peuvent modifier de manière extrême la courbure de la lumière.
- La parallaxe
Pour des événements s'étendant sur plusieurs mois, le mouvement de la Terre autour du Soleil peut changer l'alignement avec le corps observé, ce qui modifie la courbe de la lumière.

## Observation
Comme l'observation par microlentille ne repose pas sur les radiations reçues de l'objet lentille, cet effet permet donc aux astronomes d'étudier des objets massifs même à peine visibles tels les naines brunes, les naines rouges, les planètes, les naines blanches, les étoiles à neutrons, les trous noirs et les massive compact halo objects. De plus, l'effet de la microlentille est indépendant de la longueur d'onde, permettant d'étudier les objets sources qui émettent n'importe quel rayonnement électromagnétique.
Une étude sur six ans utilisant cette technique a montré que la présence de planètes orbitant autour des étoiles de la Voie lactée serait la règle et non l'exception. Les observations des projets PLANET et OGLE ont permis de découvrir trois exoplanètes, dont une super-Terre. L'analyse montre qu'une étoile sur six de la Voie lactée a une exoplanète de type jovienne, une sur deux a une exoplanète de masse semblable à Neptune et deux sur trois sont des super-Terres,.